# Japan op de Olympische Zomerspelen 1984
Japan nam deel aan de Olympische Zomerspelen 1984 in Los Angeles, Verenigde Staten.

## Medailleoverzicht
| Sport              | Olympiër | Onderdeel                | Medaille |
| ------------------ | --- | ------------------------ | -------- |
| Gymnastiek         | Kōji Gushiken | individueel meerkamp (m) | Goud     |
| Gymnastiek         | Kōji Gushiken | ringen (m)               | Goud     |
| Gymnastiek         | Shinji Morisue | rekstok (m)              | Goud     |
| Judo               | Shinji Hosokawa | -60kg (m)                | Goud     |
| Judo               | Yoshiyuki Matsuoka | -65kg (m)                | Goud     |
| Judo               | Hitoshi Saito | -95kg (m)                | Goud     |
| Judo               | Yasuhiro Yamashita | open klasse (m)          | Goud     |
| Schietsport        | Takeo Kamachi | 25m snelvuurpistool (m)  | Goud     |
| Worstelen          | Hideaki Tomiyama | -57kg vrije stijl (m)    | Goud     |
| Worstelen          | Atsuji Miyahara | -52kg Grieks-Romeins (m) | Goud     |
| Gymnastiek         | Kōji Gushiken | sprong (m)               | Zilver   |
| Gymnastiek         | Shinji Morisue | sprong (m)               | Zilver   |
| Gymnastiek         | Nobuyuki Kajitani | brug (m)                 | Zilver   |
| Worstelen          | Takashi Irie | -48kg vrije stijl (m)    | Zilver   |
| Worstelen          | Kosei Akaishi | -62kg vrije stijl (m)    | Zilver   |
| Hideyuki Nagashima | -82kg vrije stijl (m) |                          | Zilver   |
| Akira Ota          | -90kg vrije stijl (m) |                          | Zilver   |
| Masaki Eto         | -57kg Grieks-Romeins (m) |                          | Zilver   |
| Boogschieten       | Hiroshi Yamamoto | individueel (m)          | Brons    |
| Gewichtheffen      | Kazushito Manabe | -52kg (m)                | Brons    |
| Gewichtheffen      | Masahiro Kotaka | -56kg (m)                | Brons    |
| Gewichtheffen      | Ryoji Isaoka | -82,5kg (m)              | Brons    |
| Gymnastiek         | Kōji Gushiken Noritoshi Hirata Nobuyuki Kajitani Shinji Morisue Koji Sotomura Kyoji Yamawaki                                                                | meerkamp team (m)        | Brons    |
| Gymnastiek         | Kōji Gushiken | rekstok (m)              | Brons    |
| Gymnastiek         | Koji Sotomura | vloer (m)                | Brons    |
| Judo               | Seiki Nose | -86kg (m)                | Brons    |
| Synchroonzwemmen   | Miwako Motoyoshi | solo                     | Brons    |
| Synchroonzwemmen   | Saeko Kimura Miwako Motoyoshi | duet                     | Brons    |
| Volleybal          | Yumi Egami Norie Hiro Miyoko Hirose Kyoko Ishida Yoko Kagabu Yuko Mitsuya Keiko Miyajima Kimie Morita Kumi Nakada Emiko Odaka Sachiko Otani Kayoko Sugiyama | zaal (v)                 | Brons    |
| Wielersport        | Tsutomu Sakamoto | sprint (m)               | Brons    |
| Worstelen          | Yuji Takada | -48kg vrije stijl (m)    | Brons    |
| Worstelen          | Ikuzo Saito | -48kg Grieks-Romeins (m) | Brons    |

## Deelnemers en resultaten

### Atletiek
| Olympiër                                                  | Onderdeel                | Resultaat | Prestatie                                                                       |
| --------------------------------------------------------- | ------------------------ | --------- | ------------------------------------------------------------------------------- |
| Hiroki Fuwa                                               | 100m (m)                 | 37e       | serie 5: 4de in 10,56 kwartfinale 4: 6de in 10,75                               |
| Hiroki Fuwa                                               | 200m (m)                 | 37e       | serie 5: 5de in 21,37                                                           |
| Susumu Takano                                             | 400m (m)                 | 15e       | serie 6: 3de in 46,26 kwartfinale 4: 4de in 45,91 halve finale 1: 8ste in 45,88 |
| Yutaka Kanai                                              | 10000m (m)               | 7e        | serie 3: 2de in 28.14,67 finale: 7de in 28.27,06                                |
| Masanari Shintaku                                         | 10000m (m)               | 16e       | serie 1: 4de in 28.24,30 finale: 16de in 28.55,54                               |
| Shigenori Omori                                           | 400m horden (m)          | 17e       | serie 2: 5de in 50,14                                                           |
| Ryoichi Yoshida                                           | 400m horden (m)          | 12e       | serie 3: 2de in 50,24 halve finale 2: 7de in 49,92                              |
| Susumu Takano Shigenori Omori Ryoichi Yoshida Hiroki Fuwa | 4x400m (m)               | 16e       | serie 1: 5de in 3.08,16 halve finale 1: 8ste in 3.10,73                         |
| Toshihiko Seko                                            | marathon (m)             | 14e       | 2:14.13                                                                         |
| Shigeru So                                                | marathon (m)             | 17e       | 2:14.38                                                                         |
| Takeshi So                                                | marathon (m)             | 4e        | 2:10.55                                                                         |
| Junichi Usui                                              | verspringen (m)          | 7e        | kwalificatie: 3de met 8,02m finale: 7de met 7,87m                               |
| Yasushi Ueta                                              | hink-stap-springen (m)   | 22e       | kwalificatie: 22ste met 15,66m                                                  |
| Takao Sakamoto                                            | hoogspringen (m)         | 15e       | kwalificatie groep A: 11de met 2,21m                                            |
| Tomomi Takahashi                                          | polsstokhoogspringen (m) | DNF       | kwalificatie groep B: 5de met 5,30m finale: geen geldige poging                 |
| Kazuhiro Mizoguchi                                        | speerwerpen (m)          | 20e       | kwalificatie groep B: 8ste met 74,82m                                           |
| Masami Yoshida                                            | speerwerpen (m)          | DNF       | kwalificatie groep A: 5de met 81,42m finale: 5de met 81,98m                     |
| Shigenobu Murofushi                                       | kogelslingeren (m)       | 15e       | kwalificatie: 15de met 70,92m                                                   |
|                                                           |                          |           |                                                                                 |
| Akemi Masuda                                              | marathon (v)             | DNF       | niet gefinisht                                                                  |
| Nanae Sasaki                                              | marathon (v)             | 19e       | 2:37.04                                                                         |
| Hisayo Fukumitsu                                          | hoogspringen (v)         | 17e       | kwalificatie groep B: 8ste met 1,87m                                            |
| Megumi Sato                                               | hoogspringen (v)         | 18e       | kwalificatie groep A: 10de met 1,84m                                            |
| Emi Matsui                                                | speerwerpen (v)          | 14e       | kwalificatie groep A: 7de met 57,72m                                            |
| Minori Mori                                               | speerwerpen (v)          | 16e       | kwalificatie groep B: 8ste met 56,60m                                           |

### Boksen
| Olympiër         | Onderdeel   | Resultaat | Prestatie                                                                                  |
| ---------------- | ----------- | --------- | ------------------------------------------------------------------------------------------ |
| Mamoru Kuroiwa   | -48kg (m)   | 5e        | 1ste ronde: vrij 2de ronde: W van COL Tejedor: 4-1 kwartfinale: V van ZAM Mwila: 0-5       |
| Seiki Segawa     | -51kg (m)   | 9e        | 1ste ronde: W van GUY Ward: knock-out 2de ronde: V van TUR Can: 1-4                        |
| Hiroaki Takami   | -54kg (m)   | 9e        | 1ste ronde: vrij 2de ronde: W van EGY El-Komy: 4-1 3de ronde: V van CAN Walters: 0-5       |
| Satoru Higashi   | -57kg (m)   | 9e        | 1ste ronde: vrij 2de ronde: W van TUN Boughani: 4-1 3de ronde: V van VEN Catari: 1-4       |
| Kunihiro Miuro   | -63,5kg (m) | 17e       | 1ste ronde: vrij 2de ronde: V van TUN Belkhir: 1-4                                         |
| Akinobu Hiranaka | -67kg (m)   | 17e       | 1ste ronde: vrij 2de ronde: V van MEX Léon: 0-5                                            |
| Chiharu Ogiwara  | -71kg (m)   | 9e        | 1ste ronde: vrij 2de ronde: W van NCA Centeno: knock-out 3de ronde: V van GBR Douglas: 1-4 |

### Boogschieten
| Olympiër             | Onderdeel       | Resultaat | Prestatie                                                                              |
| -------------------- | --------------- | --------- | -------------------------------------------------------------------------------------- |
| Takayoshi Matsushita | individueel (m) | 4e        | 1ste ronde: 7de met 1264 punten 2de ronde: 2de met 1288 punten totaal: 2552 punten     |
| Ichiro Shimamura     | individueel (m) | 52e       | 1ste ronde: 52ste met 1148 punten 2de ronde: 48ste met 1164 punten totaal: 2312 punten |
| Hiroshi Yamamoto     | individueel (m) | Brons     | 1ste ronde: 3de met 1276 punten 2de ronde: 3de met 1287 punten totaal: 2563 punten     |
|                      |                 |           |                                                                                        |
| Minako Hokari        | individueel (v) | 10e       | 1ste ronde: 11de met 1241 punten 2de ronde: 13de met 1240 punten totaal: 2481 punten   |
| Hiroko Ishizu        | individueel (v) | 4e        | 1ste ronde: 6de met 1263 punten 2de ronde: 4de met 1261 punten totaal: 2481 punten     |

### Gewichtheffen
| Olympiër            | Onderdeel   | Resultaat | Prestatie                                                       |
| ------------------- | ----------- | --------- | --------------------------------------------------------------- |
| Kazushito Manabe    | -52kg (m)   | Brons     | trekken: 4de met 102,5kg stoten: 1ste met 130kg totaal: 232,5kg |
| Hidemi Miyashita    | -52kg (m)   | 4e        | trekken: 1ste met 107,5kg stoten: 7de met 122,5kg totaal: 230kg |
| Takashi Ichiba      | -56kg (m)   | 4e        | trekken: 5de met 110kg stoten: 2de met 140kg totaal: 250kg      |
| Masahiro Kotaka     | -56kg (m)   | Brons     | trekken: 3de met 112,5kg stoten: 2de met 140kg totaal: 252,5kg  |
| Yosuke Muraki-Iwata | -60kg (m)   | 5e        | trekken: 4de met 120kg stoten: 8ste met 147,5kg totaal: 267,5kg |
| Kaoru Wabiko        | -60kg (m)   | 4e        | trekken: 4de met 120kg stoten: 5de met 150kg totaal: 270kg      |
| Yasushige Sasaki    | -67,5kg (m) | 6e        | trekken: 3de met 140kg stoten: 8ste met 162,5kg totaal: 302,5kg |
| Choji Taira         | -67,5kg (m) | 5e        | trekken: 7de met 132,5kg stoten: 2de met 172,5kg totaal: 305kg  |
| Ryoji Isaoka        | -82,5kg (m) | Brons     | trekken: 2de met 150kg stoten: 3de met 190kg totaal: 340kg      |

### Gymnastiek
| Olympiër                                                                                     | Onderdeel                | Resultaat | Prestatie                                                            |
| Ritmisch                                                                                     | Ritmisch                 | Ritmisch  | Ritmisch                                                             |
| -------------------------------------------------------------------------------------------- | ------------------------ | --------- | -------------------------------------------------------------------- |
| Erika Akiyama                                                                                | individueel (v)          | 13e       | kwalificatie: 13de met 36,700 punten finale: 13de met 56,050 punten  |
| Hiroko Yamasaki                                                                              | individueel (v)          | 8e        | kwalificatie: 9de met 37,450 punten finale: 8ste met 56,675 punten   |
| Turnen                                                                                       |                          |           |                                                                      |
| Koji Gushiken                                                                                | sprong (m)               | Zilver    | kwalificatie: 4de met 19,75 punten finale: 2de met 19,825 punten     |
| Shinji Morisue                                                                               | sprong (m)               | Zilver    | kwalificatie: 6de met 19,70 punten finale: 2de met 19,825 punten     |
| Koji Gushiken                                                                                | vloer (m)                | 8e        | 19,450 punten                                                        |
| Koji Sotomura                                                                                | vloer (m)                | Brons     | 19,700 punten                                                        |
| Nobuyuki Kajitani                                                                            | paard voltige (m)        | 6e        | kwalificatie: 12de met 19,45 punten finale: 6de met 19,625 punten    |
| Koji Gushiken                                                                                | ringen (m)               | Goud      | kwalificatie: 2de met 19,80 punten finale: 1ste met 19,850 punten    |
| Kyoji Yamawaki                                                                               | ringen (m)               | 6e        | kwalificatie: 6de met 19,65 punten finale: 6de met 19,725 punten     |
| Koji Gushiken                                                                                | brug (m)                 | 5e        | kwalificatie: 4de met 19,80 punten finale: 5de met 19,800 punten     |
| Nobuyuki Kajitani                                                                            | brug (m)                 | Zilver    | kwalificatie: 3de met 19,85 punten finale: 2de met 19,925 punten3    |
| Koji Gushiken                                                                                | rekstok (m)              | Brons     | kwalificatie: 3de met 19,90 punten finale: 3de met 19,950 punten     |
| Shinji Morisue                                                                               | rekstok (m)              | Goud      | kwalificatie: 1ste met 20,00 punten finale: 1ste met 20,000 punten   |
| Koji Gushiken                                                                                | individuele meerkamp (m) | Goud      | kwalificatie: 5de met 118,20 punten finale: 1ste met 118,700 punten  |
| Noritoshi Hirata                                                                             | individuele meerkamp (m) | 9e        | kwalificatie: 13de met 116,80 punten finale: 9de met 117,200 punten  |
| Nobuyuki Kajitani                                                                            | individuele meerkamp (m) | 8e        | kwalificatie: 11de met 116,95 punten finale: 8ste met 117,375 punten |
| Shinji Morisue                                                                               | individuele meerkamp (m) | 42e       | kwalificatie: 16de met 116,60 punten                                 |
| Koji Sotomura                                                                                | individuele meerkamp (m) | 44e       | kwalificatie: 25ste met 116,05 punten                                |
| Kyoji Yamawaki                                                                               | individuele meerkamp (m) | 47e       | kwalificatie: 29ste met 115,65 punten                                |
| Kōji Gushiken Noritoshi Hirata Nobuyuki Kajitani Shinji Morisue Koji Sotomura Kyoji Yamawaki | meerkamp team (m)        | Brons     | 586,700 punten                                                       |
|                                                                                              |                          |           |                                                                      |
| Maiko Morio                                                                                  | vloer (v)                | 7e        | 19,375 punten                                                        |
| Noriko Mochizuki                                                                             | brug (v)                 | 7e        | 19,325 punten                                                        |
| Tokie Kawase                                                                                 | individuele meerkamp (v) | 31e       |                                                                      |
| Noriko Mochizuki                                                                             | individuele meerkamp (v) | 16e       | 76,100 punten                                                        |
| Maiko Morio                                                                                  | individuele meerkamp (v) | 11e       | 76,850 punten                                                        |
| Chihiro Oyagi                                                                                | individuele meerkamp (v) | 18e       | 75,825 punten                                                        |
| Sae Watanabe                                                                                 | individuele meerkamp (v) | 47e       |                                                                      |
| Ayami Yukimori                                                                               | individuele meerkamp (v) | 45e       |                                                                      |
| Tokie Kawase Noriko Mochizuki Maiko Morio Chihiro Oyagi Sae Watanabe Ayami Yukimori          | meerkamp team (v)        | 6e        | 376,750 punten                                                       |

### Handbal
| Olympiër | Onderdeel | Resultaat | Prestatie |
| --- | --------- | --------- | --- |
| Seimei Gamo Takashi Ikenoue Yasou Ikona Hidetada Ito Koji Matsui Mitsuaki Nakamoto Kiyoshi Nishiyama Takahiro Ohata Nobuo Sasaki Kenzo Seki Yoshihiro Shiga Katsutoshi Taguchi Seiichi Takamura Yukihiko Uemura Shinji Yamamoto | mannen    | 10e       | groep A: 5de V van Zwitserland: 13-20 V van Joegoslavië: 15-32 V van IJsland: 17-21 V van Roemenië: 22-28 W van Algerije: 17-16 9-10de plek: V van Verenigde Staten: 16-24 |

| Groep A |             |             |             |             |             |            |            |            |        |
| #       | Land        | Wedstrijden | Wedstrijden | Wedstrijden | Wedstrijden | Doelpunten | Doelpunten | Doelpunten | Punten |
| #       | Land        | G           | W           | G           | V           | V          | T          | Saldo      | Punten |
| 1       | Joegoslavië | 5           | 4           | 1           | 0           | 123        | 76         | +47        | 9      |
| 2       | Roemenië    | 5           | 4           | 0           | 1           | 120        | 91         | +29        | 8      |
| 3       | IJsland     | 5           | 3           | 1           | 1           | 102        | 96         | +6         | 7      |
| 4       | Zwitserland | 5           | 2           | 0           | 3           | 83         | 102        | -19        | 4      |
| 5       | Japan       | 5           | 1           | 0           | 4           | 84         | 107        | -23        | 2      |
| 6       | Algerije    | 5           | 0           | 0           | 5           | 75         | 105        | -30        | 0      |

| Ronde       | Datum     | Plaats           | Land  | Score    | Land |
| ----------- | --------- | ---------------- | ----- | -------- | ---- |
| Groepsfase  |           |                  |       |          |      |
| 31 juli     | Fullerton | Zwitserland      | 20-13 | Japan    |      |
| 2 augustus  | Fullerton | Joegoslavië      | 32-15 | Japan    |      |
| 4 augustus  | Fullerton | IJsland          | 21-17 | Japan    |      |
| 6 augustus  | Fullerton | Roemenië         | 28-22 | Japan    |      |
| 8 augustus  | Fullerton | Japan            | 17-16 | Algerije |      |
| 9-10de plek |           |                  |       |          |      |
| 10 augustus | Fullerton | Verenigde Staten | 24-16 | Japan    |      |

### Judo
| Olympiër            | Onderdeel       | Resultaat | Prestatie |
| ------------------- | --------------- | --------- | --- |
| Shinji Hosokawa     | -60kg (m)       | Goud      | 1ste ronde: W van POR Neves 2de ronde: W van BRA Shinohara kwartfinale: W van ITA Mariani halve finale: W van GBR Eckersley finale: W van KOR Kim                                                 |
| Yoshiyuki Matsuoka  | -65kg (m)       | Goud      | 1ste ronde: W van SWE Häggqvist 2de ronde: W van BEL Laats 3de ronde: W van GBR Gawthorpe kwartfinale: W van ROU Niculae halve finale: W van FRA Alexandre finale: W van KOR Hwang                |
| Hidetoshi Nakanishi | -71kg (m)       | 5e        | 1ste ronde: W van SEN Diallo 2de ronde: W van MEX Vizcarra kwartfinale: V van KOR Ahn herkansingen: W van IRL Foley bronzen finale: V van GBR Brown                                               |
| Hiromitsu Takano    | -78kg (m)       | 5e        | 1ste ronde: vrij 2de ronde: V van FRG Takano herkansingen: W van CIV Oula herkansingen 2: W van EGY Hussain: yuko herkansingen 3: W van CAN Doherty bronzen finale: V van ROU Frățică: koka       |
| Seiki Nose          | -86kg (m)       | Brons     | 1ste ronde: W van CYP Papakostas: ippon 2de ronde: W van CHI Novoa: ippon kwartfinale: V van AUT Seisenbacher: ippon herkansingen: W van YUG Lopatic: ippon bronzen finale: W van FRA Canu: ippon |
| Masato Mihara       | -95kg (m)       | 7e        | 1ste ronde: vrij 2de ronde: vrij kwartfinale: V van KOR Ha |
| Hitoshi Saito       | +95kg (m)       | Goud      | 1ste ronde: W van CAN Berger kwartfinale: W van CMR Silas: ippon halve finale: W van YUG Kovacevic: ippon finale: W van FRA Parisi: koka                                                          |
| Yasuhiro Yamashita  | open klasse (m) | Goud      | 1ste ronde: W van SEN Coly: ippon kwartfinale: W van FRG Schnabel: ippon halve finale: W van FRA Colombo finale: W van EGY Rashwan: ippon                                                         |

### Kanovaren
| Olympiër                        | Onderdeel     | Resultaat | Prestatie                                                                     |
| ------------------------------- | ------------- | --------- | ----------------------------------------------------------------------------- |
| Kiyoto Inoue                    | C-1 500m (m)  | 6e        | serie 1: 3de in 2.06,61 halve finale 2: 2de in 2.03,55 finale: 6de in 2.01,79 |
| Kiyoto Inoue                    | C-1 1000m (m) | 8e        | serie 2: 4de in 4.28,05 halve finale: 2de in 4.23,73 finale: 8ste in 4.18,72  |
| Shusei Fukuzato Hiroyuki Izumi  | C-2 500m (m)  | 8e        | serie 2: 4de in 1.52,41 halve finale: 2de in 1.51,37 finale: 8ste in 1.50,22  |
| Shusei Fukuzato Hiroyuki Izumi  | C-2 1000m (m) | 10e       | serie 1: 5de in 4.05,26 halve finale: 4de in 4.10,77                          |
| Kazumori Koike Hisao Yanagisawa | K-2 500m (m)  | 19e       | serie 3: 5de in 1.44,95 herkansingen: 5de in 1.47,42                          |
| Kazumori Koike Hisao Yanagisawa | K-2 1000m (m) | 17e       | serie 2: 6de in 3.49,63 herkansingen: 4de in 4.00,02                          |

### Moderne vijfkamp
| Olympiër                                   | Onderdeel       | Resultaat | Prestatie    |
| ------------------------------------------ | --------------- | --------- | ------------ |
| Daizou Araki                               | individueel (m) | 46e       | 4282 punten  |
| Hiroyuki Kawazoe                           | individueel (m) | 19e       | 4809 punten  |
| Shoji Uchida                               | individueel (m) | 28e       | 4829 punten  |
| Daizou Araki Hiroyuki Kawazoe Shoji Uchida | team (m)        | 11e       | 13920 punten |

### Paardensport
| Olympiër                                                   | Onderdeel   | Resultaat | Prestatie                           |
| Dressuur                                                   | Dressuur    | Dressuur  | Dressuur                            |
| ---------------------------------------------------------- | ----------- | --------- | ----------------------------------- |
| Nobutada Hiromatsu                                         | individueel | 40e       | kwalificatie: 40ste met 1246 punten |
| Osamu Nakamata                                             | individueel | 38e       | kwalificatie: 38ste met 1271 punten |
| Springconcours                                             |             |           |                                     |
| Yoshihiro Nakano                                           | individueel | 34e       | 24 strafpunten                      |
| Shuichi Toki                                               | individueel | 27e       | 10,5 strafpunten                    |
| Takashi Tomura                                             | individueel | 46e       | 48,25 strafpunten                   |
| Shuichi Toki Takashi Tomura Yoshihiro Nakano Ryuichi Obata | team        | 11e       | 137,25 strafpunten                  |

### Roeien
| Olympiër                                                                    | Onderdeel    | Resultaat | Prestatie                                                              |
| --------------------------------------------------------------------------- | ------------ | --------- | ---------------------------------------------------------------------- |
| Shunsuke Horiuchi                                                           | skiff (m)    | 14e       | serie 2: 4de in 7.58,36 herkansingen: 4de in 7.32,53                   |
| Satoru Miyoshi Tadashi Abe Shunsuke Kawamoto Hideaki Maeguchi Akihiro Koike | vier-met (m) | 8e        | serie 2: 4de in 6.54,51 herkansingen: 6de in 6.55,33 finale B: 6.52,62 |

### Schermen
| Olympiër                                                                            | Onderdeel       | Resultaat | Prestatie |
| ----------------------------------------------------------------------------------- | --------------- | --------- | --- |
| Nobuyuki Azuma                                                                      | floret (m)      | 20e       | 1ste ronde groep C: 3de met 3 overwinningen 2de ronde groep G: 2de met 2 overwinningen 3de ronde groep A: 5de met 1 overwinning    |
| Tadashi Shimokawa                                                                   | floret (m)      | 36e       | 1ste ronde groep D: 4de met 2 overwinningen 2de ronde groep A: 5de met 1 overwinning                                               |
| Kenichi Umezawa                                                                     | floret (m)      | 14e       | 1ste ronde groep B: 1ste met 4 overwinningen 2de ronde groep F: 3de met 3 overwinningen 3de ronde groep C: 2de met 4 overwinningen |
| Nobuyuki Azuma Yoshihiko Kanatsu Hidehachi Koyasu Tadashi Shimokawa Kenichi Umezawa | floret team (m) | 9e        | 1ste ronde groep B: 3de met 1 overwinning                                                                                          |
|                                                                                     |                 |           | |
| Miyuki Maekawa                                                                      | floret (v)      | 38e       | 1ste ronde groep C: 7de met 0 overwinningen                                                                                        |
| Mieko Miyahara                                                                      | floret (v)      | 30e       | 1ste ronde groep F: 5de met 2 overwinningen 2de ronde groep E: 5de met 0 overwinningen                                             |
| Azusa Oikawa                                                                        | floret (v)      | 27e       | 1ste ronde groep E: 5de met 2 overwinningen 2de ronde groep B: 5de met 1 overwinning                                               |
| Mieko Miyahara Azusa Oikawa Miyuki Maekawa Tomoko Oka                               | floret team (v) | 9e        | 1ste ronde groep C: 3de met 1 overwinning                                                                                          |

### Schietsport
| Olympiër           | Onderdeel                  | Resultaat | Prestatie   |
| ------------------ | -------------------------- | --------- | ----------- |
| Ryohei Koba        | 10m luchtgeweer (m)        | 18e       | 578 punten  |
| Ryohei Koba        | 50m geweer 3 houdingen (m) | 25e       | 1137 punten |
| Kaoru Matsuo       | 50m geweer 3 houdingen (m) | 35e       | 1125 punten |
| Norito Chosa       | 50m geweer liggend (m)     | 43e       | 585 punten  |
| Hiroyuki Nakajo    | 50m geweer liggend (m)     | 17e       | 591 punten  |
| Chikafumi Hirai    | 50m pistool (m)            | 18e       | 551 punten  |
| Shigetoshi Tashiro | 50m pistool (m)            | 29e       | 540 punten  |
| Hiroyuki Akatsuka  | 25m snelvuurpistool (m)    | 23e       | 583 punten  |
| Takeo Kamachi      | 25m snelvuurpistool (m)    | Goud      | 595 punten  |
|                    |                            |           |             |
| Noriko Kosai       | 10m luchtgeweer (v)        | 10e       | 383 punten  |
| Noriko Kosai       | 50m geweer 3 houdingen (v) | 11e       | 568 punten  |
| Keiko Hirakawa     | 25m pistool (v)            | 23e       | 564 punten  |
| Atsuko Sugimoto    | 25m pistool (v)            | 23e       | 564 punten  |
|                    |                            |           |             |
| Eigen Hayashi      | skeet                      | 41e       | 184 punten  |
| Mikio Itakura      | skeet                      | 13e       | 192 punten  |
| Motoharu Hirano    | trap                       | 11e       | 186 punten  |
| Kazumi Watanabe    | trap                       | 13e       | 186 punten  |

### Schoonspringen
| Olympiër          | Onderdeel     | Resultaat | Prestatie                                                      |
| ----------------- | ------------- | --------- | -------------------------------------------------------------- |
| Isao Yamagishi    | 3m plank (m)  | 25e       | voorronde: 25ste met 427,14 punten                             |
| Masashi Nakashima | 10m toren (m) | 15e       | voorronde: 15de met 466,74 punten                              |
| Isao Yamagishi    | 10m toren (m) | 17e       | voorronde: 17de met 462,09 punten                              |
|                   |               |           |                                                                |
| Yoshino Mobuchi   | 10m toren (v) | 9e        | voorronde: 9de met 348,60 punten finale: 9de met 349,95 punten |

### Synchroonzwemmen
| Olympiër                      | Onderdeel | Resultaat | Prestatie                                                           |
| ----------------------------- | --------- | --------- | ------------------------------------------------------------------- |
| Miwako Motoyoshi              | solo      | Brons     | kwalificatie: 3de met 185,50 punten finale: 3de met 187,05 punten   |
| Saeko Kimura                  | solo      | 24e       | kwalificatie: 8de met 91,733 punten                                 |
| Kazuno Fujiwara               | solo      | 25e       | kwalificatie: 9de met 91,566 punten                                 |
| Saeko Kimura Miwako Motoyoshi | duet      | Brons     | kwalificatie: 3de met 187,792 punten finale: 3de met 187,992 punten |

### Volleybal

#### Mannen
| Olympiër | Onderdeel | Resultaat | Prestatie |
| --- | --------- | --------- | --- |
| Koshi Sobu Eiji Shimomura Kazuya Mitake Eizaburo Mitsuhashi Hiroaki Okuno Yasushi Furukawa Shuji Yamada Mikiyasu Tanaka Kimio Sugimoto Minoru Iwata Akihiro Iwashima Shunichi Kawai | zaal (m)  | 7e        | groep B: 3de W van China: 3-0 (15-9, 15-9, 15-8) W van Italië: 3-2 (5-15, 11-15, 15-10, 15-10, 16-14) W van Egypte: 3-0 (15-6, 15-10, 15-11) V van Canada: 0-3 (10-15, 8-15, 9-15) 5-8ste plek: V van Argentinië: 1-3 (15-9, 10-15, 10-15, 11-15) 7-8ste plek: W van China: 3-0 (16-14, 15-9, 15-6) |

| Groep B |        |             |             |             |             |             |             |        |        |        |        |
| #       | Land   | Wedstrijden | Wedstrijden | Wedstrijden | Wedstrijden | Wedstrijden | Wedstrijden | Punten | Punten | Punten | Punten |
| #       | Land   | G           | W           | V           | SW          | SV          | SR          | SPW    | SPL    | Saldo  | Punten |
| 1       | Canada | 4           | 3           | 1           | 10          | 3           | +7          | 167    | 122    | +45    | 7      |
| 2       | Italië | 4           | 3           | 1           | 11          | 4           | +7          | 210    | 143    | +67    | 7      |
| 3       | Japan  | 4           | 3           | 1           | 9           | 5           | +4          | 179    | 162    | +17    | 7      |
| 4       | China  | 4           | 1           | 3           | 3           | 9           | -6          | 124    | 160    | -36    | 5      |
| 5       | Egypte | 4           | 0           | 4           | 0           | 12          | -12         | 90     | 183    | -93    | 4      |

| Ronde       | Datum       | Plaats     | Land | Score  | Land |
| ----------- | ----------- | ---------- | ---- | ------ | ---- |
| Groepsfase  |             |            |      |        |      |
| 29 juli     | Los Angeles | Japan      | 3-0  | China  |      |
| 2 augustus  | Los Angeles | Japan      | 3-2  | Italië |      |
| 4 augustus  | Los Angeles | Japan      | 3-0  | Egypte |      |
| 6 augustus  | Los Angeles | Canada     | 3-0  | Japan  |      |
| 5-8ste plek |             |            |      |        |      |
| 8 augustus  | Los Angeles | Argentinië | 3-1  | Japan  |      |
| 7-8ste plek |             |            |      |        |      |
| 10 augustus | Los Angeles | China      | 0-'3 | Japan  |      |

#### Vrouwen
| Olympiër | Onderdeel | Resultaat | Prestatie |
| --- | --------- | --------- | --- |
| Yumi Egami Norie Hiro Miyoko Hirose Kyoko Ishida Yoko Kagabu Yuko Mitsuya Keiko Miyajima Kimie Morita Kumi Nakada Emiko Odaka Sachiko Otani Kayoko Sugiyama | zaal (v)  | Brons     | groep B: 1ste W van Zuid-Korea: 3-1 (8-15, 15-11, 15-2, 15-7) W van Peru: 3-0 (15-8, 15-7, 15-5) W van Canada: 3-0 (15-6, 15-6, 15-6) halve finale: V van China: 0-3 (10-15, 7-15, 4-15) bronzen finale: W van Peru: 3-1 (13-15, 15-4, 15-7, 15-10) |

| Groep B |            |             |             |             |             |             |             |        |        |        |        |
| #       | Land       | Wedstrijden | Wedstrijden | Wedstrijden | Wedstrijden | Wedstrijden | Wedstrijden | Punten | Punten | Punten | Punten |
| #       | Land       | G           | W           | V           | SW          | SV          | SR          | SPW    | SPL    | Saldo  | Punten |
| 1       | Japan      | 3           | 3           | 0           | 9           | 1           | +8          | 143    | 73     | +70    | 6      |
| 2       | Peru       | 3           | 2           | 1           | 6           | 5           | +1          | 123    | 125    | -2     | 5      |
| 3       | Zuid-Korea | 3           | 1           | 3           | 6           | 6           | 0           | 137    | 125    | +12    | 4      |
| 4       | Canada     | 3           | 0           | 2           | 0           | 9           | -9          | 55     | 135    | -80    | 3      |

| Ronde          | Datum       | Plaats | Land | Score      | Land |
| -------------- | ----------- | ------ | ---- | ---------- | ---- |
| Groepsfase     |             |        |      |            |      |
| 30 juli        | Los Angeles | Japan  | 3-1  | Zuid-Korea |      |
| 1 augustus     | Los Angeles | Japan  | 3-0  | Peru       |      |
| 3 augustus     | Los Angeles | Japan  | 3-0  | Canada     |      |
| Halve finale   |             |        |      |            |      |
| 5 augustus     | Los Angeles | Japan  | 0-3  | China      |      |
| Bronzen finale |             |        |      |            |      |
| 7 augustus     | Los Angeles | Japan  | 3-1  | Peru       |      |

### Waterpolo
| Olympiër | Onderdeel | Resultaat | Prestatie |
| --- | --------- | --------- | --- |
| Etsuji Fujita Yoshifumi Saito Koshi Fujimori Shingo Kai Narihito Taima Daisuke Houki Toshio Fukumoto Toshiyuki Miyahara Hisayoshi Nagata Koji Wakayoshi Hisaharu Saito Shinji Yamasaki Asami Oura | mannen    | 11e       | groep C: 4de V van Italië: 5-15 V van Bondsrepubliek Duitsland: 8-15 V van Australië: 2-15 finale groep E: 5de V van China: 4-10 V van Griekenland: 7-14 V van Canada: 5-8 W van Brazilië: 9-8 |

| Groep C |                          |             |             |             |             |        |        |        |        |
| #       | Land                     | Wedstrijden | Wedstrijden | Wedstrijden | Wedstrijden | Punten | Punten | Punten | Punten |
| #       | Land                     | G           | W           | G           | V           | V      | T      | Saldo  | Punten |
| 1       | Bondsrepubliek Duitsland | 3           | 3           | 0           | 0           | 35     | 18     | +17    | 6      |
| 2       | Australië                | 3           | 1           | 1           | 1           | 27     | 20     | +7     | 3      |
| 3       | Italië                   | 3           | 1           | 1           | 1           | 27     | 23     | -4     | 3      |
| 4       | Japan                    | 3           | 0           | 0           | 3           | 15     | 43     | -28    | 0      |

| Ronde      | Datum       | Plaats                   | Land | Score     | Land |
| ---------- | ----------- | ------------------------ | ---- | --------- | ---- |
| Groepsfase |             |                          |      |           |      |
| 1 augustus | Los Angeles | Italië                   | 15-5 | Japan     |      |
| 2 augustus | Los Angeles | Bondsrepubliek Duitsland | 15-8 | Japan     |      |
| 3 augustus | Los Angeles | Japan                    | 2-15 | Australië |      |

| Finale groep E |             |             |             |             |             |            |            |            |        |
| #              | Land        | Wedstrijden | Wedstrijden | Wedstrijden | Wedstrijden | Doelpunten | Doelpunten | Doelpunten | Punten |
| #              | Land        | G           | W           | G           | V           | V          | T          | Saldo      | Punten |
| 1              | Italië      | 5           | 4           | 1           | 0           | 63         | 34         | +29        | 9      |
| 2              | Griekenland | 5           | 3           | 2           | 0           | 52         | 41         | +11        | 8      |
| 3              | China       | 5           | 3           | 0           | 2           | 44         | 39         | +5         | 6      |
| 4              | Canada      | 5           | 1           | 1           | 3           | 40         | 48         | -8         | 3      |
| 5              | Japan       | 5           | 1           | 0           | 4           | 30         | 55         | -25        | 2      |
| 6              | Brazilië    | 5           | 0           | 2           | 3           | 40         | 52         | -12        | 2      |

| Ronde       | Datum       | Plaats      | Land  | Score    | Land |
| ----------- | ----------- | ----------- | ----- | -------- | ---- |
| Groepsfase  |             |             |       |          |      |
| 6 augustus  | Los Angeles | China       | 10-4  | Japan    |      |
| 7 augustus  | Los Angeles | Griekenland | 14-7  | Japan    |      |
| 9 augustus  | Los Angeles | Canada      | '8-5' | Japan    |      |
| 10 augustus | Los Angeles | Japan       | 9-8   | Brazilië |      |

### Wielersport
| Olympiër                                                           | Onderdeel                | Resultaat | Prestatie |
| Baan                                                               | Baan                     | Baan      | Baan |
| ------------------------------------------------------------------ | ------------------------ | --------- | --- |
| Katsuo Nakatake                                                    | sprint (m)               | 11e       | 1ste ronde serie 3: 1ste in 11,92 2de ronde serie 3: W van TPE Lee: 12,05 3de ronde serie 3: 3de herkansingen: 2de |
| Tsutomu Sakamoto                                                   | sprint (m)               | Brons     | 1ste ronde serie 2: 2de herkansingen: W van ANT Lyn: 11,35 2de ronde serie 3: W van CAN Ongaro: 11,07 3de ronde serie 4: 1ste in 11,31 kwartfinale: W van AUS Tucker: 2-1 halve finale: V van USA Gorski: 0-2 bronzen finale: W van FRA Vernet: 2-0 |
| Tsutomu Sakamoto                                                   | tijdrit (m)              | 13e       | 1.08,87 |
| Akio Kuwazawa                                                      | puntenkoers (m)          | 27e       | serie 2: 15de met 8 punten |
| Hitoshi Sato                                                       | puntenkoers (m)          | 35e       | serie 1: 15de met 2 punten |
| Akio Kuwazawa Harumitsu Okada Mitsugi Sarudate Yoshihiro Tsumuraya | ploegenachtervolging (m) | 11e       | kwalificatie: 11de met 4.34,39 |
| Weg                                                                |                          |           | |
| Matsuyoshi Takahashi                                               | wegwedstrijd (m)         | 45e       | 5:22.17 |
|                                                                    |                          |           | |
| Wakako Abe                                                         | wegwedstrijd (v)         | 40e       | 2:40.12 |

### Worstelen
| Olympiër           | Onderdeel   | Resultaat   | Prestatie |
| Vrije stijl        | Vrije stijl | Vrije stijl | Vrije stijl |
| ------------------ | ----------- | ----------- | --- |
| Takashi Irie       | -48kg (m)   | Zilver      | groep A: 1ste W van SWE Andersson: 4-0 W van KOR Son: 3-1 finale: V van USA Weaver: 0-4                                                                                |
| Yuji Takada        | -52kg (m)   | Brons       | groep B: 2de W van SEN Diaw: 4-0 W van MEX Olvera: 4-0 V van YUG Tërstena: 1-3 bronzen finale: W van CAN Takahashi: 4-0                                                |
| Hideaki Tomiyama   | -57kg (m)   | Goud        | groep A: 1ste W van TUR Akgül: 4-0 W van GBR Aspen: 4-0 W van PUR Cáceres: 3,5-0,5 W van IND Singh: 4-0 finale: W van USA Davis: 3-1                                   |
| Kosei Akaishi      | -62kg (m)   | Zilver      | groep A: 1ste W van CAN Robinson: 3-1 W van PUR Flores: 4-0 V van FRG Herbster: 1-3 W van TUR Kaygusuz: 4-0 W van KOR Lee: 3-0 finale: V van USA Lewis: 0-4            |
| Masakazu Kamimura  | -68kg (m)   | 4e          | groep A: 2de W van PUR Betancourt: 3-0 W van CMR Manga: 4-0 V van KOR You: 1-3 W van FRG Knosp: 3-1 W van TUR Şeker: 3-1 bronzen finale: V van FIN Rauhala: 0-4        |
| Naomi Higuchi      | -74kg (m)   | 5e          | groep B: 3de V van IND Singh: 1-3 W van GBR Walker: 3-1 W van CAN Mongeon: 3.5-0,5 W van CMR Bambe: 4-0 V van FRG Knosp: 0-4 5-6de plek: W van KOR Han: 3-1            |
| Hideyuki Nagashima | -82kg (m)   | Zilver      | groep A: 1ste V van KOR Kim: 1-3 W van CMR N'To: 4-0 W van AUT Busarello: 3-1 W van GRE Deskoulidis: 3-1 W van FRG Trik: 3-1 finale: V van USA Schultz: 0-4            |
| Akira Ota          | -90kg (m)   | Zilver      | groep B: 1ste V van ITA Azzola: 3-1 W van IRQ Rahman: 4-0 W van FRG Lukowski: 4-0 W van NGR Appah: 4-0 W van GBR Loban: 3-1 finale: V van USA Banach: 0-4              |
| Tamon Honda        | -100kg (m)  | 5e          | groep B: 3de W van SEN Sarr: 4-0 V van TUR Sezgin: 1-3 V van USA Banach: 0-4 5-6de plek: W van GRE Pikilidis: 4-0                                                      |
| Koichi Ishimori    | +100kg (m)  | 7e          | groep B: 4de V van EGY El-Hadad: 1-3 V van CAN Molle: 0-4 V van SEN Sakho: 0-4                                                                                         |
| Grieks-Romeins     |             |             | |
| Ikuzo Saito        | -48kg (m)   | Brons       | groep B: 2de W van MEX Delgado: 4-0 W van NOR Rønningen: 4-0 W van KOR Jun: 3-1 V van FRG Scherer: 0,5-3,5 bronzen finale: W van TUR Bora: 3-1                         |
| Atsuji Miyahara    | -52kg (m)   | Goud        | groep A: 1ste W van ROU Cișmaș: 3-0 W van FRA Chambellan: 4-0 W van NOR Rønningen: 3-1 W van KOR Bang: 3-1 finale: W van MEX Aceves: 3-1                               |
| Masaki Eto         | -57kg (m)   | Zilver      | groep A: 1ste W van MAR Lachkar: 3-1 W van EGY Khalaf: 4-0 W van ITA Caltabiano: 3-0 W van GRE Holidis: 3-1 W van SWE Ljungbeck: 4-0 finale: V van FRG Passarelli: 1-3 |
| Seiichi Osanai     | -62kg (m)   | 8e          | groep B: 4de W van FIN Lahtinen: 3-0 W van MAR Loksairi: 3,5-0,5 V van EGY Bekhit: 1-3 W van SUI Dietsche: 3-1 V van KOR Kim: 1-3                                      |
| Seiji Nemoto       | -68kg (m)   | 13e         | groep A: 7de V van AUT Streitler: 1-3 V van YUG Lisjak: 0-3 |
| Takahiro Mukai     | -74kg (m)   | 13e         | groep A: 7de V van TUR Taşkıran: 1-3 V van FRA Mischler: 0-4 |
| Yasutoshi Moriyama | -82kg (m)   | 13e         | groep B: 7de V van GRE Thanopoulos: 0-3 V van AUT Marchl: 0-3 |
| Hiroshi Hase       | -90kg (m)   | 11e         | groep B: 6de V van ROU Matei: 0-4 V van FRA Court: 0-3 |
| Yoshihiro Fujita   | -100kg (m)  | 7e          | groep B: 4de V van USA Gibson: 0-4 V van YUG Tertei: 0-4 |
| Masaya Ando        | +100kg (m)  | 6e          | groep A: 4de V van GRE Poikilidis: 1-3 V van YUG Memišević: 0-3 |

### Zeilen
| Olympiër                                       | Onderdeel       | Resultaat | Prestatie                            |
| ---------------------------------------------- | --------------- | --------- | ------------------------------------ |
| Tsutomu Sato                                   | windgldider (m) | 16e       | 132,0 punten: (21-21-11-4-DSQ-17-24) |
|                                                |                 |           |                                      |
| Yutaka Takagi Satoru Yamamoto                  | 470             | 11e       | 93,0 punten: (11-4-7-11-8-DSQ-18)    |
| Saburo Sato Tatsuya Wakinaga                   | flying dutchman | 14e       | 99,7 punten: (14-5-6-12-14-14-15)    |
| Takaharu Hirozawa Minoru Okita Takumi Fujiwara | soling          | 17e       | 124,0 punten: (14-18-21-16-16-10-14) |

### Zwemmen
| Olympiër                                                       | Onderdeel             | Resultaat | Prestatie                                              |
| -------------------------------------------------------------- | --------------------- | --------- | ------------------------------------------------------ |
| Shigeo Ogata                                                   | 100m vrije slag (m)   | 33e       | serie 4: 4de in 52,96 (NR)                             |
| Satoshi Sumida                                                 | 100m vrije slag (m)   | 39e       | serie 2: 4de in 53,83                                  |
| Shigeo Ogata                                                   | 200m vrije slag (m)   | 33e       | serie 2: 5de in 1.55,97                                |
| Hiroshi Sakamoto                                               | 200m vrije slag (m)   | 26e       | serie 7: 4de in 1.54,71                                |
| Shigeo Ogata                                                   | 400m vrije slag (m)   | 22e       | serie 2: 6de in 4.02,97                                |
| Keisuke Okuno                                                  | 400m vrije slag (m)   | 27e       | serie 5: 6de in 4.06,31                                |
| Daichi Suzuki                                                  | 100m rugslag (m)      | 11e       | serie 5: 3de in 58,37 finale B: 3de in 58,30           |
| Daichi Suzuki                                                  | 200m rugslag (m)      | 16e       | serie 1: 2de in 2.06,24 finale B: 8ste in 2.06,02      |
| Shigehiro Takahashi                                            | 100m schoolslag (m)   | 10e       | serie 7: 2de in 1.04,71 finale B: 2de in 1.04,41       |
| Kenji Watanabe                                                 | 100m schoolslag (m)   | 27e       | serie 5: 3de in 1.06,10                                |
| Shigehiro Takahashi                                            | 200m schoolslag (m)   | 12e       | serie 2: 1ste in 2.19,98 finale B: 4de in 2.20,93      |
| Kenji Watanabe                                                 | 200m schoolslag (m)   | 15e       | serie 6: 3de in 2.22,33 finale B: 7de in 2.22,29       |
| Shudo Kawawa                                                   | 100m vlinderslag (m)  | 24e       | serie 5: 4de in 56,52                                  |
| Taihei Saka                                                    | 100m vlinderslag (m)  | 22e       | serie 4: 3de in 56,40                                  |
| Shudo Kawawa                                                   | 200m vlinderslag (m)  | 19e       | serie 4: 5de in 2.03,07                                |
| Taihei Saka                                                    | 200m vlinderslag (m)  | 9e        | serie 4: 4de in 2.00,66 finale B: 1ste in 2.00,31 (NR) |
| Shinji Ito                                                     | 200m wisselslag (m)   | 10e       | serie 4: 3de in 2.07,76 finale B: 2de in 2.06,07 (AS)  |
| Shinji Ito                                                     | 400m wisselslag (m)   | 16e       | serie 1: 4de in 4.30,52 finale B: 5de in 4.29,76 (AS)  |
| Hiroshi Sakamoto Shigeo Ogata Taihei Saka Satoshi Sumida       | 4x100m vrije slag (m) | 33e       | serie 2: 5de in 3.30,45                                |
| Taihei Saka Hiroshi Sakamoto Keisuke Okuno Shigeo Ogata        | 4x200m vrije slag (m) | DSQ       | serie 1: gediskwalificeerd                             |
| Daichi Suzuki Shigehiro Takahashi Taihei Saka Hiroshi Sakamoto | 4x100m wisselslag (m) | DSQ       | serie 3: 5de in 3.50,14 (NR) finale: gediskwalificeerd |
|                                                                |                       |           |                                                        |
| Chikako Nakamori                                               | 100m vrije slag (v)   | 21e       | serie 5: 4de in 59,00 (NR)                             |
| Kaori Yanase                                                   | 100m vrije slag (v)   | 17e       | serie 1: 3de in 58,47                                  |
| Chikako Nakamori                                               | 200m vrije slag (v)   | 13e       | serie 4: 2de in 2.03,94 finale B: 5de in 2.04,11       |
| Kaori Yanase                                                   | 200m vrije slag (v)   | 16e       | serie 4: 4de in 2.04,38 finale B: 8ste in 2.05,24      |
| Chikako Nakamori                                               | 400m vrije slag (v)   | 14e       | serie 4: 5de in 4.20,13 (NR) finale B: 6de in 4.20,18  |
| Junko Sakurai                                                  | 400m vrije slag (v)   | 19e       | serie 2: 5de in 4.28,68                                |
| Junko Sakurai                                                  | 800m vrije slag (v)   | 18e       | serie 2: 6de in 9.13,27                                |
| Naomi Sekido                                                   | 100m rugslag (v)      | 21e       | serie 1: 5de in 1.05,60                                |
| Nozomi Sunouchi                                                | 100m rugslag (v)      | 23e       | serie 3: 6de in 1.07,23                                |
| Naomi Sekido                                                   | 200m rugslag (v)      | 14e       | serie 3: 3de in 2.18,52 finale B: 6de in 2.18,87       |
| Nozomi Sunouchi                                                | 200m rugslag (v)      | 22e       | serie 3: 6de in 2.25,03                                |
| Kaori Iwasaki                                                  | 100m schoolslag (v)   | 6e        | serie 4: 3de in 1.11,82 finale: 6de in 1.11,33         |
| Hiroko Nagasaki                                                | 100m schoolslag (v)   | 23e       | serie 4: 6de in 1.14,68                                |
| Kaori Iwasaki                                                  | 200m schoolslag (v)   | 19e       | serie 1: 6de in 2.42,69                                |
| Hiroko Nagasaki                                                | 200m schoolslag (v)   | 4e        | serie 3: 1ste in 2.34,46 finale: 4de in 2.32,93        |
| Takemi Ise                                                     | 100m vlinderslag (v)  | 14e       | serie 3: 3de in 1.03,37 finale B: 6de in 1.03,33       |
| Kiyomi Takahashi                                               | 100m vlinderslag (v)  | 11e       | serie 1: 2de in 1.02,79 finale B: 3de in 1.02,55       |
| Naoko Kume                                                     | 200m vlinderslag (v)  | 6e        | serie 2: 1ste in 2.13,31 finale: 6de in 2.12,57        |
| Kiyomi Takahashi                                               | 200m vlinderslag (v)  | 14e       | serie 3: 3de in 2.14,37 finale B: 4de in 2.16,27       |
| Hideka Koshimizu                                               | 200m wisselslag (v)   | 15e       | serie 4: 6de in 2.23,38 finale B: 7de in 2.22,81       |
| Hideka Koshimizu                                               | 400m wisselslag (v)   | 14e       | serie 1: 5de in 4.59,18 finale B: 6de in 4.58,02 (NR)  |
| Junko Sakurai Chikako Nakamori Miki Saito Kaori Yanase         | 4x100m vrije slag (v) | 10e       | serie 2: 6de in 3.54,68                                |
| Naomi Sekido Hiroko Nagasaki Naoko Kume Kaori Yanase           | 4x100m wisselslag (m) | DSQ       | serie 2: 4de in 4.17,59 finale: gediskwalificeerd      |

Algerije · Amerikaanse Maagdeneilanden · Andorra · Antigua en Barbuda · Argentinië · Australië · Bahama’s · Bahrein · Bangladesh · Barbados · België · Belize · Benin · Bermuda · Bhutan · Birma · Bolivia · Bondsrepubliek Duitsland · Botswana · Brazilië · Britse Maagdeneilanden · Canada · Centraal-Afrikaanse Republiek · Chili · China · Chinees Taipei · Colombia · Congo-Brazzaville · Costa Rica · Cyprus · Denemarken · Djibouti · Dominicaanse Republiek · Ecuador · Egypte · El Salvador · Equatoriaal-Guinea · Fiji · Filipijnen · Finland · Frankrijk · Gabon · Gambia · Ghana · Grenada · Griekenland · Groot-Brittannië · Guatemala · Guinee · Guyana · Haïti · Honduras · Hongkong · Ierland · IJsland · India · Indonesië · Irak · Israël · Italië · Ivoorkust · Jamaica · Japan · Joegoslavië · Jordanië · Kaaimaneilanden · Kameroen · Kenia · Koeweit · Lesotho · Libanon · Liberia · Liechtenstein · Luxemburg · Madagaskar · Malawi · Maleisië · Mali · Malta · Marokko · Mauritanië · Mauritius · Mexico · Monaco · Mozambique · Nederland · Nederlandse Antillen · Nepal · Nicaragua · Nieuw-Zeeland · Niger · Nigeria · Noord-Jemen · Noorwegen · Oeganda · Oman · Oostenrijk · Pakistan · Panama · Papoea-Nieuw-Guinea · Paraguay · Peru · Portugal · Puerto Rico · Qatar · Roemenië · Rwanda · Salomonseilanden · Samoa · San Marino · Saoedi-Arabië · Senegal · Seychellen · Sierra Leone · Singapore · Soedan · Somalië · Spanje · Sri Lanka · Suriname · Swaziland · Syrië · Tanzania · Thailand · Togo · Tonga · Trinidad en Tobago · Tsjaad · Tunesië · Turkije · Uruguay · Venezuela · Verenigde Arabische Emiraten · Verenigde Staten · Zaïre · Zambia · Zimbabwe · Zuid-Korea · Zweden · Zwitserland